# Herminia ochreipennis
Herminia ochreipennis là một loài bướm đêm trong họ Noctuidae.